# نلی آوتیسیان
نلی فئودوری آوتیسیان (ارمنی: Նելլի Ֆեոդորի Ավետիսյան؛ انگلیسی: Nelly Avetisyan؛ زادهٔ ۹ اوت ۱۹۴۶) موسیقی‌شناس و  استاد اهل ارمنستان است. وی از سال ۱۹۸۶ میلادی تاکنون مشغول فعالیت بوده است.

## زندگی‌نامه
وی در ۹ اوت ۱۹۴۶ در ایروان به دنیا آمد و از کالج دولتی موسیقی رومانوس ملیکیان، کنسرواتوار دولتی کومیتاس ایروان و کنسرواتوار مسکو فارغ‌التحصیل گشت. وی عضو اتحادیه آهنگسازان ارمنستان (۱۹۹۴) می‌باشد. وی در آکادمی موسیقی فرانتس لیست (۱۹۸۶) و آکادمی دولتی هنرهای زیبای ارمنستان (از ۲۰۰۱) فعالیت کرده است. وی همچنین برنده جوایزی همچون چهره فرهنگی شایسته جمهوری ارمنستان (۲۰۱۴) شد.